# М'ясорізка

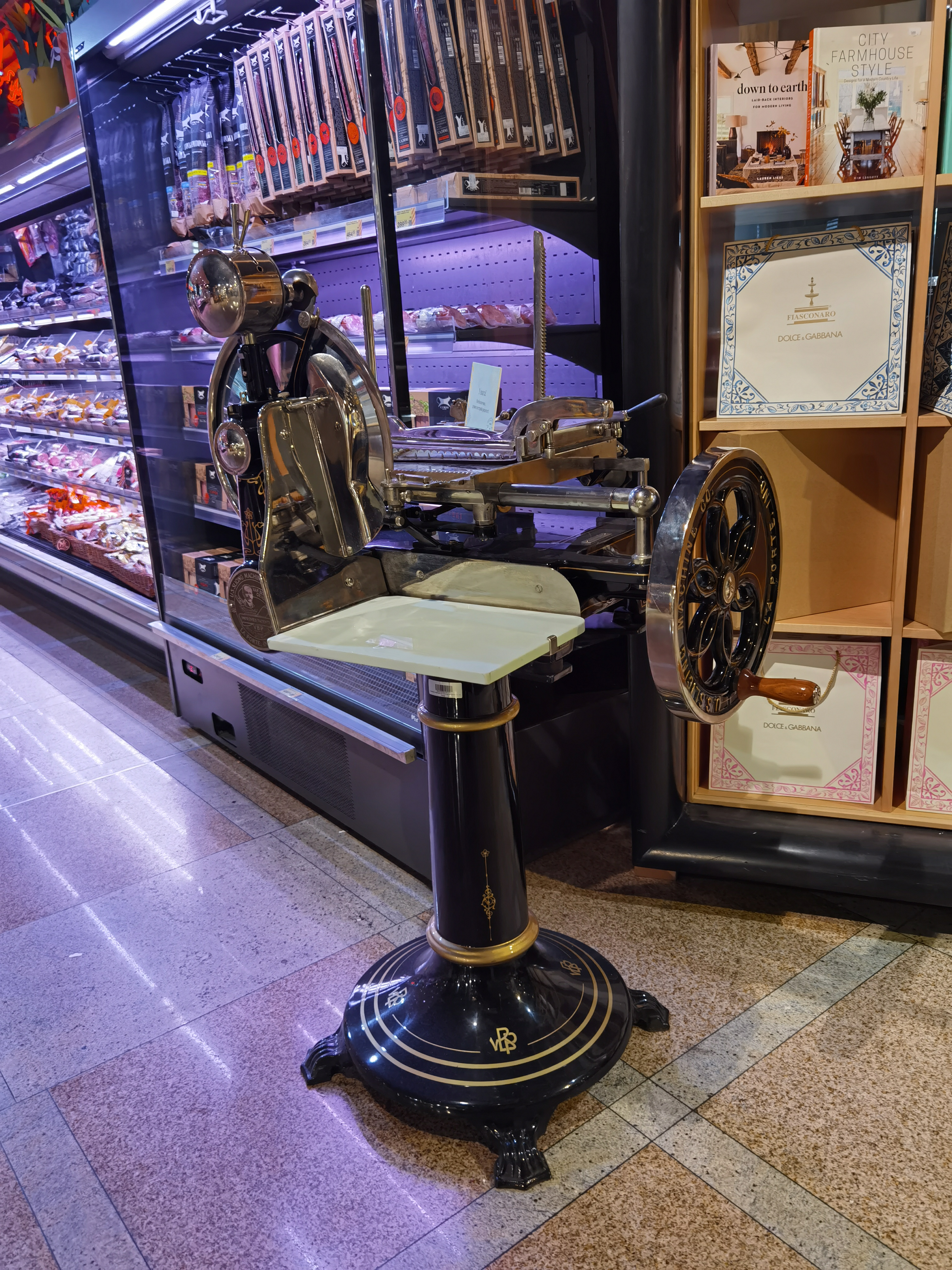
Антикварна м'ясорізка.

М'ясорізка, яку також називають машиною для нарізання скибочками або просто слайсером, — це інструмент, який використовується в м'ясних магазинах та делікатесних магазинах для нарізання м'яса, ковбас, сирів та інших делікатесних виробів. Порівняно з простим ножем, використання м'ясорізки вимагає менше зусиль, а також зберігає текстуру їжі більш цілісною. Зазвичай, різаки можна легко налаштувати для нарізання скибочок змінної товщини. Старіші моделі м'ясорізок можуть працювати за допомогою рукоятки, тоді як новіші зазвичай використовують електродвигун. Хоча слайсер традиційно є комерційним апаратом, також продаються версії для побутового використання.